# جيمس غرين (كاتب)
جيمس غرين (بالفرنسية: James Green)‏ هو كاتب مالي، ولد في 12 مارس 1944 في Kalabancoro ‏ في مالي.